# Friede vom Melnosee

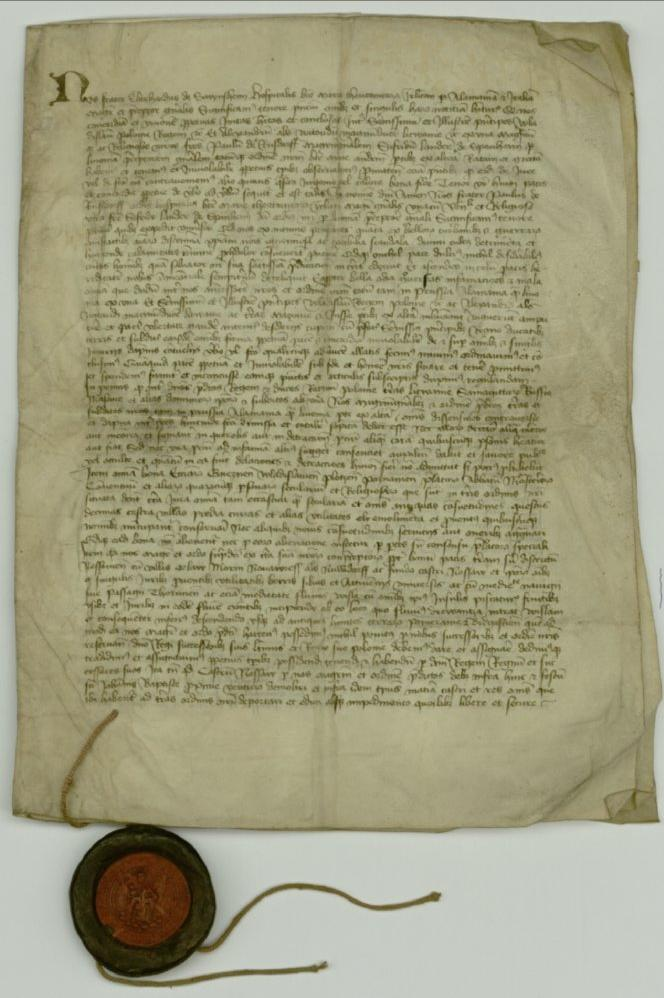
Dokument des Friedensvertrages

Der Friede vom Melnosee oder Meldensee ist ein am 27. September 1422 geschlossener Friedensvertrag zwischen dem Königreich Polen und dem Großfürstentum Litauen auf der einen und dem Deutschen Orden auf der anderen Seite. Benannt wurde er nach dem bei Melno gelegenen Melnosee im preußischen Oberland (Hockerland), jetzt polnisch Powiat Grudziądzki (Graudenz).

## Vertragsparteien
Der Friedensvertrag wurde geschlossen zwischen
- Paul von Rusdorf, Hochmeister des Deutschen Ordens
- Siegfried Lander von Spanheim, Landmeister von Livland
- Eberhard von Saunsheim, Deutschmeister des Deutschen Ordens

und
- Władysław II. Jagiełło, König von Polen
- Vytautas, Großfürst von Litauen
- Janusz I. Starszy und Siemowit IV., Herzöge von Masowien

Er beendete die nach 1410 trotz des Ersten Thorner Friedens des Jahres 1411 mehrfach aufgetretenen Kriegshandlungen des Gollub-Krieges. Der Deutsche Orden hatte Gebietsabtretungen hinzunehmen, so das Gebiet von Nieszawa an den König von Polen sowie Niederlitauen an den Großfürsten von Litauen, während der König von Polen auf die Ansprüche auf Pommerellen, Kulmer Land und Michelauer Land verzichtete.
In diesem Vertrag, der die Grenzziehung genauer definierte, wurde auch ein alternativer Name für die Stadt Memel bzw. Klaipėda dokumentiert: et castrum Memel in Samogitico Cleupeda appellatum (zu deutsch: …und die Memelburg, in Samogitien Cleupeda genannt). Insbesondere wurde die Grenze nördlich des Flusses Memel bis zur Stadt Memel festgelegt, die bis nach dem Ersten Weltkrieg Bestand haben sollte.
In Bezug auf die preußische Innenpolitik erwies sich die Mitwirkung von Ständevertretern bei den Friedensverhandlungen als bedeutsam, da die preußischen Stände fernerhin eine Art Kontrollrecht gegenüber der Einhaltung des endgültig erst 1426 besiegelten Friedensvertrages beanspruchten.

## Stabile Grenzen
Über 500 Jahre trennten die am Melnosee festgelegten Grenzen Ostpreußen im Norden, Osten und Süden von seinen Nachbarn. Damit zählte diese Grenzziehung zu den ältesten und stabilsten in Europa. Dies ist auch bemerkenswert, weil diese Grenze nicht wesentlich durch natürliche geografische Gegebenheiten (z. B. Flüsse oder Gebirge) vorgegeben war. Die ethnischen Verhältnisse waren grenzüberschreitend. Die Küstenregion und die Mitte Ostpreußens waren seit der Eroberung des Preußenlandes durch den Deutschen Orden durch Deutsche besiedelt (die ursprüngliche prussische Bevölkerung ging allmählich in der deutschen Mehrheitsbevölkerung auf). Der Nordosten und Süden blieb zunächst weitgehend unbesiedelte Wildnis mit nur vereinzelten deutschen Siedlungen. In den Nordosten („Preußisch Litauen“) wanderten später viele protestantische Litauer ein. Der Süden (Masuren) wurde von Protestanten besiedelt, die das Herzogtum Masowien wegen der Gegenreformation verlassen hatten. Bis ins 20. Jahrhundert sprachen signifikante Teile der Bevölkerung in diesen Gebieten Litauisch bzw. Polnisch (Masurisch), gefühlsmäßig waren sie jedoch aufgrund der jahrhundertelangen geschichtlichen Verbindung zu Preußen und ihrer protestantischen Konfession ganz überwiegend zu Deutschen geworden.
1923 besetzte Litauen mit Hinweis auf die litauische Minderheit das Memelland, das nach den Bestimmungen des Versailler Vertrags von Deutschland abgetrennt worden war. Nach dem Zweiten Weltkrieg wurde Ostpreußen zwischen der Sowjetunion und Polen aufgeteilt. Die im Vertrag von Melno festgelegte Grenze besteht damit heute nur noch in einem ungefähr 50 km langen Grenzabschnitt zwischen Litauen und der Oblast Kaliningrad von der Memel bis zur polnischen Grenze weiter, wobei sich Russland innerhalb von 100 Jahren quasi von Osten (heutiges Litauen) der in ihrem Verlauf unveränderten Grenze nach Westen (heutige Oblast Kaliningrad) verschoben hat.